# Меріт Птах
Меріт Птах («кохана Птах (бог)а») — перша з відомих науці жінок серед лікарок та вчених, перша з жінок у науці, названа на ім'я. Жила в Єгипті XXVII столітті до н. е.
Меріт Птах спеціалізувалася на акушерстві, трав'яних настоянках і спіритичних ритуалах: на табличці, знайденій к гробниці її сина, її названо «головним лікарем».
Лікарку Меріт Птах не слід плутати з дружиною Ра-мосе — правителя Фів, визиря Аменхотепа IV та адепту атонізму Меріт-Птах, що зображена поруч з чоловіком у глобниці TT55 некрополя Шейх Абд ель-Курна.

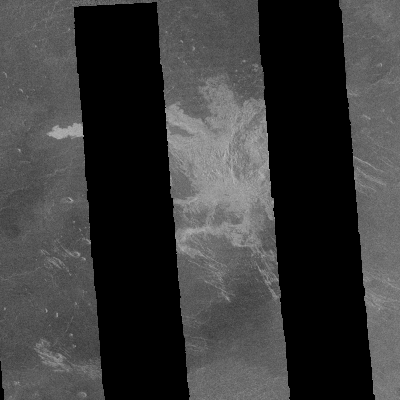
Кратер Меріт Птах на Венері

Міжнародний астрономічний союз в честь Меріт Птах назвав метеоритний  кратер на Венері. .